# Кошмарные каникулы
«Кошмарные каникулы» (англ. Monster Summer) — американский приключенческий фильм режиссёра Дэвида Генри по сценарию Корнелиуса Юлиано и Брайана Шульца. Главные роли в фильме исполняют Мэл Гибсон, Мейсон Темз и Лоррейн Бракко.
Премьера состоялась 24 сентября 2024 года.

## Сюжет
Летом 1997 года местный мальчик и его друзья объединяются с детективом в отставке, чтобы противостоять ведьме, которая тайно перебралась на Мартас-Винъярд. Вместе они должны преодолеть свои страхи и спасти остров.

## В ролях
- Мейсон Темз — Ноа Рид
- Мэл Гибсон — Джин
- Лоррейн Бракко — мисс Халверсон
- Нора Зехетнер — Эбби Рид
- Эбби Джеймс Уизерспун — Сэмми Деверс
- Джулиан Лернер — Юджин Уэкслер
- Ноа Коттрелл — Бен Дрискелл

## Производство
По сценарию, написанному Корнелиусом Юлиано и Брайаном Шульцем, действие фильма происходит на острове Мартас-Винъярд и рассказывет о мальчике, который начинает подозревать, что некая таинственная сущность преследует местных детей. Производством занимаются компании Nickel City Pictures, Novo Media Group и Pastime Pictures, продюсерами выступают Марк Фасано и Джеймс Хенри, а также Джон Бланфорд, и Дэн Макдонаф. Тобиас Веймар, Энни Махони, Лоренцо Хенри и Аманда Девайн выступают в качестве исполнительных продюсеров.
В ноябре 2021 года Гибсон и Темз вошли в актёрский состав, съёмки должны были начаться в декабре 2021 года в Уилмингтоне, Северная Каролина. В январе 2022 года стало известно, что к актёрскому составу присоединились Лоррейн Бракко, Нора Зехетнер, Джулиан Лернер, Эбби Джеймс Уизерспун и Ноа Коттрелл, а Даррен Мурман и Скотт Померой стали исполнительными продюсерами.
Дэвид Хенри рассказал о фильме в интервью TheWrap: «Исторически сказки использовали монстров, олицетворяющих наши самые глубокие страхи, чтобы дать молодым людям возможность преодолеть их. Сейчас, как никогда, нам нужны истории, которые вдохновляют на мужество перед лицом тьмы. Фильм „Кошмарные каникулы“ — это история о возвращении, которая вызывает волшебство и ностальгию по детству, когда герои сражаются со старыми и новыми монстрами».
Во время съёмок Гибсона в Саутпорте, Северная Каролина, мэр города вручил ему ключи от города и объявил 16 декабря «Днём Мела Гибсона». Сообщалось, что Кевин Джеймс и Патрик Ренна также принимали участие в съёмках.
По состоянию на февраль 2024 года фильм находился на стадии постпроизводства. Премьера была запланирована на август 2024 года.

## Выход
Премьера фильма прошла 24 сентября 2024 года в Лос-Анджелесе. Фильм был выпущен в кинопрокат США 4 октября 2024.

## Восприятие
На агрегаторе рецензий Rotten Tomatoes 63 % из 24 рецензий критиков положительны со средней оценкой 5,9 из 10. Metacritic, который использует средневзвешенное значение, поставил фильму оценку 54 из 100 на основе пяти рецензий профессиональных критиков, что означает «смешанные или средние» отзывы.